# Rytigynia acuminatissima
Rytigynia acuminatissima är en måreväxtart som först beskrevs av Karl Moritz Schumann, och fick sitt nu gällande namn av Robyns. Rytigynia acuminatissima ingår i släktet Rytigynia och familjen måreväxter.

## Underarter
Arten delas in i följande underarter:
- R. a. acuminatissima
- R. a. pedunculata